# Peperomia ficta
Peperomia ficta är en pepparväxtart som beskrevs av William Trelease. Peperomia ficta ingår i släktet peperomior, och familjen pepparväxter. Inga underarter finns listade i Catalogue of Life.